# Ян Маккалох
Я́н Макка́лох (англ. Ian McCulloch, нар. 28 липня 1971 ) - англійський професіональний гравець у снукер, фіналіст British Open 2002 та Гран-прі 2004 року.

## Кар'єра
Хоча Ян Маккалох став професіоналом у 1992, аж до сезону 1996/97 він не показував значних результатів. Перші успіхи до нього прийшли на відкритому чемпіонаті Уельсу у 1997, коли він досяг стадії 1 / 32. Трохи пізніше Маккалох потрапив до 48 на British Open. Завдяки цим досягненням він піднявся у рейтингу до 76-го місця, і це було гарним показникам, враховуючи те, що раніше він не міг увійти навіть до першої сотні. У наступному сезоні він продовжував прогресувати і, незважаючи на відсутність значних результатів, піднявся ще на 16 рядків у світовому рейтингу.
У сезоні 1998/99 Маккалох вперше пройшов кваліфікацію на чемпіонат світу, що дозволило йому потрапити до Топ-48 снукеристів.
Першого, по-справжньому видатного результату Ян досяг на чемпіонаті Уельсу сезону 1999/00, коли вийшов у чвертьфінал. Однак інші досягнення того сезону були не дуже добрими, і в підсумку він посів 48 рядок.
У сезоні 2000/01 англієць, хоча і виступав більш стабільно, далі 1 / 16 фіналу жодного разу не пройшов. Крім того, він знову не кваліфікувався на чемпіонат світу і зайняв 43 позицію в рейтингу.
У 2002, на British Open Маккалох продемонстрував свою найкращу гру за весь час виступів у мейн-турі і вийшов у фінал, де, однак, програв Полу Хантеру. І хоча на інших змаганнях він не пройшов далі 1/16-й, цей фінал забезпечив йому місце у топ-32 за підсумками сезону. Англієць став 25-м, що дозволило йому відтепер не грати кваліфікаційні матчі на деякі турніри наступного сезону.
Але найкращим сезоном для нього став сезон 2004/05. У своєму рідному Престоні, на очах своїх уболівальників він переміг Рода Лоулера, Джиммі Вайта, Стівена Хендрі, Стівена Магвайра та Майкла Джаджа, перш ніж вдруге увійти до фіналу рейтингового турніру - Гран-прі. Але у фінальному матчі Маккалох знову поступився, цього разу іменитішому супернику - Ронні О'Саллівану, 5:9. Після цього програшу в англійця настав невеликий спад форми, однак це не завадило йому досягти найкращого результату на ЧС - півфіналу. Завдяки цим чудовим результатами він у перший і поки що єдиний раз увійшов до елітного дивізіону Топ-16. Однак, в підсумку Маккалоху довелося грати один раунд кваліфікації на більшість турнірів наступного сезону, хоча, зазвичай, гравці з топ-16 не повинні були грати кваліфікацію. Така ситуація склалася через перемогу  Шона Мерфі на світовій першості. Сам Мерфі займав на той момент 48-й рядок світового рейтингу, але призових очок, зароблених цією перемогою, не вистачило на місце в 16-ти найсильніших. Тим не менш, як поточний чемпіон світу Шон отримував автоматичний посів під другим номером на всіх турнірах нового сезону. А посівший 16-е місце Маккалох був змушений грати останній раунд кваліфікації замість Мерфі. Можливо, саме через ці образливі обставини Ян і не зміг показати хороших результатів у наступному сезоні і вже офіційно покинув Топ-16.
У сезоні 2006/07 Маккалоху випав шанс повернутися в число шістнадцяти найсильніших, однак, попри те, що в 1 / 16 чемпіонату світу він виграв у чинного чемпіона, Грема Дотта, пройти ще далі він не зумів і залишився у топ-32.
Сезон 2007/08 для англійця почався ще більш вдало. Він навіть був 17-м у попередньому рейтингу, але не зміг утримати цю позицію до кінця сезону і став 28-м. Після цього його місце в рейтингу почало поступово знижуватися, і до сезону 2011/12 Маккалох став вже 63-м.

## Стиль гри
Ян Маккалох відрізняється своїм солідним підходом до гри. Він практично ніколи не приймає швидких і ризикованих рішень, а на удар витрачає іноді занадто багато часу. Тим не менш, він є досить серійним снукеристом: у сезоні 2011/12 він увійшов до списку снукеристів, що зробили 100 та більше сенчурі-брейків., а вищий для себе брейк - 145 очок - англієць зробив на British Open 2003.

## Досягнення в кар'єрі
- Чемпіонат світу півфінал - 2005
- Гран-прі фіналіст - 2004
- British Open фіналіст - 2002